# Tokelo Rantie
Tokelo Anthony Rantie (Parys, 8 september 1990) is een Zuid-Afrikaanse voetballer die bij voorkeur als aanvaller speelt.

## Carrière
Rantie werd geboren in Parys, Vrijstaat, Zuid-Afrika en startte zijn opleiding bij verschillende academy's, waaronder de bekendste opleiding Stars of Africa Academy. Hij werd door de Stars in 2010 uitgeleend aan Ferroviário da Beira en later aan CD Maxaquene in het buurland Mozambique. In 2011 werd hij uitgeleend aan het Zweedse IKF Hassleholm dat uitkwam in de derde divisie, het was een onderdeel van het uitwisselings project om Zuid-Afrikaanse spelers naar Zweden te laten komen om ervaring op te laten doen.
In het seizoen 2011-2012 kwam Rantie voor de Afrikaanse topclub Orlando Pirates uit en speelde 20 wedstrijden waarbij hij 7 goals maakte. Hij kwam daarna op huurbasis naar Malmo FF en de Zweedse club haalde hem in 2013 definitief binnenboord.
Op 28 augustus werd door Malmo FF bekendgemaakt dat Rantie naar het Engelse AFC Bournemouth getransfereerd werd. Met de overgang was een bedrag van circa 2,25 miljoen pond gemoeid. In 2016 ging hij in Turkije voor Gençlerbirliği spelen. In 2018 keerde hij terug in Zuid-Afrika bij Cape Town City. Eind 2018 werd zijn contract ontbonden. In september 2019 ging Rantie voor Mamelodi Sundowns spelen. In februari 2021 sloot Rantie aan bij Tshakhuma Tsha Madzivhandila FC.

## Interlandcarrière
Rantie maakte zijn debuut in het Zuid-Afrikaanse voetbalelftal op 9 juni 2012 in het kwalificatieduel voor het WK 2014 tegen Botswana. Zijn eerste goal scoorde hij op 15 juni 2012 in het vriendschappelijk duel met Gabon. In 2013 werd Rantie geselecteerd voor de 23-koppige selectie voor de African Cup of Nations 2013 dat tevens in eigen land werd gehouden. Hij mocht spelen tegen Angola en Marokko en in de kwartfinale tegen Mali, waar hij de enige goal scoorde, Mali won door middel van penalty's.

## Erelijst
| Competitie                     |                 |                 |                 |                 |
| Competitie                     | Aantal          | Jaren           |                 |                 |
| Orlando Pirates                | Orlando Pirates | Orlando Pirates | Orlando Pirates | Orlando Pirates |
| ------------------------------ | --------------- | --------------- | --------------- | --------------- |
| Kampioen Premier Soccer League | 1x              | 2012/13         |                 |                 |
| Malmö FF                       |                 |                 |                 |                 |
| Zweeds landskampioen           | 1x              | 2013            |                 |                 |
| AFC Bournemouth                |                 |                 |                 |                 |
| Kampioen Championship          | 1x              | 2014/15         |                 |                 |